# Bataille de Rafa
Première Guerre mondiale
Batailles
Front du Moyen-Orient
- Afrique du Nord
- Caucase
- Perse
- Dardanelles
- Mésopotamie
- Sinaï et Palestine
- Arménie
- Ctésiphon (11-1915)
- Kut-el-Amara (12-1915)
- Romani (8-1916)
- Magdhaba (12-1916)
- Révolte arabe
- Rafa (1-1917)
- Bagdad (3-1917)
- 1re Gaza (3-1917)
- 2e Gaza (4-1917)
- Aqaba (7-1917)
- Beer-Sheva (10-1917)
- 3e Gaza (11-1917)
- Jérusalem (12-1917)
- Megiddo (9-1918)
- Damas (9-1918)
- Alep (10-1918)

Front d'Europe de l’Ouest
Front italien
Front d'Europe de l'Est
Front des Balkans
Front africain
Bataille de l'Atlantique
La bataille de Rafa prit place le 9 janvier 1917. Elle fait partie de la campagne du Sinaï et de la Palestine, durant la Première Guerre mondiale et se solde par une victoire britannique.

## Contexte historique
En 1914, l'Europe est divisée entre deux systèmes d'alliances : la Triplice et l'Entente. Dès 1906, la prévision d'une guerre au cours de laquelle les troupes germanoturques prendraient l'Égypte en traversant le canal de Suez et provoqueraient une révolte de l'Afrique musulmane déstabilisant ainsi les colonies de l'Entente poussent les Britanniques à élaborer un plan pour intimider les Orientaux et les forcer à signer une paix séparée.
Ce plan prévoyait une action offensive à la fois navale et terrestre pour prendre possession des Détroits, menacer Constantinople et obliger ainsi la Grande Porte à la paix. Une telle offensive nécessitait un grand déploiement de navires de guerre ainsi que d'importantes troupes d'infanterie.

## Conséquences
Rafa servira d'arrière-base à l'armée britannique afin d'attaquer Gaza.